# Final de la Liga de Campeones de la OFC 2016
La final de la Liga de Campeones de la OFC 2016 fue el último partido de la competición y que decidió al campeón y representante de la Confederación de Fútbol de Oceanía en la Copa Mundial de Clubes de la FIFA 2016. Se disputó el 23 de abril en el Estadio North Harbour, localizado en Auckland, Nueva Zelanda; estadio que fue sede de la competición en su totalidad.
La disputaron el Auckland City y el Team Wellington, ambos de Nueva Zelanda. Fue la segunda vez consecutiva que disputen este partido decisivo, ya que en la edición anterior el Auckland venció por penales al TeeDubs luego de igualar 1-1 en tiempo reglamentario. Fue apenas la segunda vez que se repiten los equipos en la final en la historia del torneo y la primera en la que esto sucede en dos temporadas consecutivas.
Los Navy Blues volvieron a imponerse, esta vez por 3–0, con goles de Micah Lea'alafa —dos— y Clayton Lewis. Fue el octavo título para el elenco de Auckland y el sexto consecutivo en la historia de la Liga de Campeones de la OFC.
| Bandera de Nueva Zelanda | vs. | Bandera de Nueva Zelanda |
| Auckland City 3          | vs. | Team Wellington 0        |

## Resumen
Apenas comenzado el encuentro, en la primera ocasión del partido para el Auckland City, Micah Lea'alafa desbordó por la derecha dentro del área del Wellington, enganchó para el medio y remató al arco convirtiendo el 1-0 parcial. Desde ese momento, el Auckland tuvo la mayor parte de la posesión y gozó de las chances más claras. En el segundo tiempo, en un contragolpe ocasionado por una oportunidad desperdiciada por Luis Corrales, los Navy Blues anotaron el 2-0 mediante Clayton Lewis. El partido quedó bajo total control del equipo ganador, que desperdició varias chances de anotar hasta que a los 84 minutos el salomonense Lea'alafa marcó el 3-0 definitivo.

## Camino a la final

### Auckland City
| Fecha                                                                | Fase      | Sede                    | Equipo                        | Equipo            | Resultado | Equipo                        | Equipo           |
| -------------------------------------------------------------------- | --------- | ----------------------- | ----------------------------- | ----------------- | --------- | ----------------------------- | ---------------- |
| 10 de abril                                                          | Grupo A   | North Harbour, Auckland | Bandera de Nueva Zelanda      | Auckland City     | 4 - 0     | Bandera de Islas Salomón      | Solomon Warriors |
| 13 de abril                                                          | Grupo A   | North Harbour, Auckland | Bandera de Papúa Nueva Guinea | Lae City Dwellers | 1 - 2     | Bandera de Nueva Zelanda      | Auckland City    |
| 17 de abril                                                          | Grupo A   | North Harbour, Auckland | Bandera de Nueva Zelanda      | Auckland City     | 3 - 1     | Bandera de Vanuatu            | Amicale          |
| Auckland City avanzó a semifinales primero de su grupo con 9 puntos. |           |                         |                               |                   |           |                               |                  |
| 20 de abril                                                          | Semifinal | North Harbour, Auckland | Bandera de Nueva Zelanda      | Auckland City     | 4 - 2     | Bandera de Polinesia Francesa | Tefana           |

### Team Wellington
| Fecha                                                                  | Fase      | Sede                    | Equipo                     | Equipo          | Resultado | Equipo                        | Equipo          |
| ---------------------------------------------------------------------- | --------- | ----------------------- | -------------------------- | --------------- | --------- | ----------------------------- | --------------- |
| 9 de abril                                                             | Grupo C   | North Harbour, Auckland | Bandera de Nueva Zelanda   | Team Wellington | 2 - 0     | Bandera de Fiyi               | Suva            |
| 12 de abril                                                            | Grupo C   | North Harbour, Auckland | Bandera de Nueva Caledonia | Lössi           | 1 - 2     | Bandera de Nueva Zelanda      | Team Wellington |
| 16 de abril                                                            | Grupo C   | North Harbour, Auckland | Bandera de Nueva Zelanda   | Team Wellington | 4 - 0     | Bandera de Papúa Nueva Guinea | Hekari United   |
| Team Wellington avanzó a semifinales primero de su grupo con 9 puntos. |           |                         |                            |                 |           |                               |                 |
| 20 de abril                                                            | Semifinal | North Harbour, Auckland | Bandera de Nueva Zelanda   | Team Wellington | 2 - 0     | Bandera de Nueva Caledonia    | Magenta         |

## Ficha del partido
| 24         | Guardameta     | Diego Rivas               |     |
| 9          | Defensa        | Darren White              |     |
| 16         | Defensa        | Daewook Kim               |     |
| 6          | Defensa        | Ángel Berlanga            |     |
| 3          | Defensa        | Takuya Iwata              |     |
| 11         | Centrocampista | Te Atawhai Hudson-Wihongi |     |
| 4          | Centrocampista | Mario Bilen               |     |
| 14         | Centrocampista | Clayton Lewis             |     |
| 19         | Delantero      | Micah Lea'alafa           |     |
| 17         | Delantero      | João Moreira              | 85' |
| 10         | Delantero      | Ryan de Vries             |     |
| Entrenador | Entrenador     | Ramon Tribulietx          |     |

| 1          | Guardameta     | Scott Basalaj  |     |
| 4          | Defensa        | Anthony Hobbs  |     |
| 5          | Defensa        | Bill Robertson |     |
| 6          | Defensa        | Chris Bale     |     |
| 17         | Defensa        | Fergus Neil    |     |
| 13         | Centrocampista | Alex Feneridis |     |
| 11         | Centrocampista | Mario Barcia   | 71' |
| 10         | Centrocampista | Luis Corrales  | 88' |
| 7          | Centrocampista | Leonardo Villa |     |
| 9          | Centrocampista | Tom Jackson    |     |
| 16         | Delantero      | Ben Harris     | 89' |
| Entrenador | Entrenador     | Matt Calcott   |     |

| 20 | Delantero | Emiliano Tade | 85' |

| 3  | Centrocampista | Steven Gulley | 71' |
| 18 | Centrocampista | Saul Halpin   | 88' |
| 12 | Delantero      | Andrew Bevin  | 89' |

| Anotado | 2'  | Micah Lea'alafa | 1 – 0 |
| Anotado | 67' | Clayton Lewis   | 2 – 0 |
| Anotado | 84' | Micah Lea'alafa | 3 – 0 |

| Amonestado | 51' | Te Atawhai Hudson-Wihongi |
| Amonestado | 82' | Mario Bilen               |

| Amonestado           | 25' | Mario Barcia   |
| Amonestado           | 36' | Alex Feneridis |
| Amonestado           | 60' | Anthony Hobbs  |
| Otorgado · Expulsado | 83' | Alex Feneridis |
| Amonestado           | 90' | Chris Bale     |

| Árbitro             | Averii Jacques  |
| Árbitros asistentes | Tevita Makasini |
| Árbitros asistentes | Ravinesh Kumar  |
| Cuarto árbitro      | Médéric Lacour  |

| 24         | Guardameta     | Diego Rivas               |     |
| 9          | Defensa        | Darren White              |     |
| 16         | Defensa        | Daewook Kim               |     |
| 6          | Defensa        | Ángel Berlanga            |     |
| 3          | Defensa        | Takuya Iwata              |     |
| 11         | Centrocampista | Te Atawhai Hudson-Wihongi |     |
| 4          | Centrocampista | Mario Bilen               |     |
| 14         | Centrocampista | Clayton Lewis             |     |
| 19         | Delantero      | Micah Lea'alafa           |     |
| 17         | Delantero      | João Moreira              | 85' |
| 10         | Delantero      | Ryan de Vries             |     |
| Entrenador | Entrenador     | Ramon Tribulietx          |     |

| 1          | Guardameta     | Scott Basalaj  |     |
| 4          | Defensa        | Anthony Hobbs  |     |
| 5          | Defensa        | Bill Robertson |     |
| 6          | Defensa        | Chris Bale     |     |
| 17         | Defensa        | Fergus Neil    |     |
| 13         | Centrocampista | Alex Feneridis |     |
| 11         | Centrocampista | Mario Barcia   | 71' |
| 10         | Centrocampista | Luis Corrales  | 88' |
| 7          | Centrocampista | Leonardo Villa |     |
| 9          | Centrocampista | Tom Jackson    |     |
| 16         | Delantero      | Ben Harris     | 89' |
| Entrenador | Entrenador     | Matt Calcott   |     |

| 20 | Delantero | Emiliano Tade | 85' |

| 3  | Centrocampista | Steven Gulley | 71' |
| 18 | Centrocampista | Saul Halpin   | 88' |
| 12 | Delantero      | Andrew Bevin  | 89' |

| Anotado | 2'  | Micah Lea'alafa | 1 – 0 |
| Anotado | 67' | Clayton Lewis   | 2 – 0 |
| Anotado | 84' | Micah Lea'alafa | 3 – 0 |

| Amonestado | 51' | Te Atawhai Hudson-Wihongi |
| Amonestado | 82' | Mario Bilen               |

| Amonestado           | 25' | Mario Barcia   |
| Amonestado           | 36' | Alex Feneridis |
| Amonestado           | 60' | Anthony Hobbs  |
| Otorgado · Expulsado | 83' | Alex Feneridis |
| Amonestado           | 90' | Chris Bale     |

| Árbitro             | Averii Jacques  |
| Árbitros asistentes | Tevita Makasini |
| Árbitros asistentes | Ravinesh Kumar  |
| Cuarto árbitro      | Médéric Lacour  |

| Bandera de Nueva Zelanda        |
| Campeón Auckland City 8º título |